# Nazareno Solís
Nazareno Damián Solís (Campana, 22 aprile 1994) è un calciatore argentino, attaccante del Dep. Madryn in prestito dal Boca Juniors.

## Caratteristiche tecniche
È un esterno sinistro.

## Carriera
Cresciuto nelle giovanili del Villa Dálmine, ha esordito in prima squadra il 1º dicembre 2013 in un match pareggiato 0-0 contro il Tristán Suárez.

## Statistiche

### Presenze e reti nei club
Statistiche aggiornate all 21 novembre 2017.
| Stagione             | Squadra              | Campionato           | Campionato | Campionato | Coppe nazionali | Coppe nazionali | Coppe nazionali | Coppe continentali | Coppe continentali | Coppe continentali | Altre coppe | Altre coppe | Altre coppe | Totale | Totale | Totale |
| Stagione             | Squadra              | Comp                 | Pres       | Reti       | Comp            | Pres            | Reti            | Comp               | Pres               | Reti               | Comp        | Pres        | Reti        | Pres   | Reti   |        |
| -------------------- | -------------------- | -------------------- | ---------- | ---------- | --------------- | --------------- | --------------- | ------------------ | ------------------ | ------------------ | ----------- | ----------- | ----------- | ------ | ------ | ------ |
| 2013-2014            | Villa Dálmine        | C                    | 17         | 3          | CA              | 0               | 0               |                    | -                  | -                  |             | -           | -           | 17     | 3      |        |
| 2014-2015            | Universidad de Chile | PD                   | 0          | 0          | CC              | 1               | 0               |                    | -                  | -                  |             | -           | -           | 1      | 0      |        |
| 2015                 | Villa Dálmine        | B                    | 33         | 7          | CA              | 0               | 0               |                    | -                  | -                  |             | -           | -           | 33     | 7      |        |
| Totale Villa Dálmine | Totale Villa Dálmine | Totale Villa Dálmine | 50         | 10         |                 | 0               | 0               |                    | -                  | -                  |             | -           | -           | 50     | 10     |        |
| 2016                 | Talleres (C)         | B                    | 21         | 7          | CA              | 3               | 1               |                    | -                  | -                  |             | -           | -           | 24     | 8      |        |
| 2016-2017            | Boca Juniors         | PD                   | 4          | 0          | CA              | 0               | 0               |                    | -                  | -                  |             | -           | -           | 4      | 0      |        |
| 2017-2018            | Huracán              | PD                   | 4          | 0          | CA              | 1               | 0               |                    | -                  | -                  |             | -           | -           | 5      | 0      |        |
| Totale Villa Dálmine | Totale Villa Dálmine | Totale Villa Dálmine | 79         | 17         |                 | 5               | 1               |                    | -                  | -                  |             | -           | -           | 84     | 18     |        |

## Palmarès

### Club

#### Competizioni nazionali
- Primera B Nacional: 1

Talleres (C): 2016
- Campionato argentino: 1

Boca Juniors: 2016-2017